# Кремлёвская улица (Казань, несуществующая)
Кремлёвская улица (тат. Кремль урамы) — ныне несуществующая улица, находившаяся в историческом центре Казани.

## География
На конец 1970-х гг. улица начиналась от улицы Баумана у Юго-Западной башни Казанского кремля, пересекалась с Право-Булачной улицей, после чего прерывалась Булаком; на левом берегу Булака улица продолжалась с пересечения с Ново-Кремлёвской и Лево-Булачной улицами, далее пересекала улицы Кирова, Коротченко и заканчивалась пересечением с улицей Саид-Галеева. Некоторое время (1960-е — 1970-е годы) по улице осуществлялось трамвайное движение.

## История
До революции 1917 года улица состояла из двух частей: часть улицы между Булаком и Кремлём имела название Кузнечный переулок и относилась к 1-й полицейской части Казани. Оставшаяся часть имела название Триумфальная улица и относилась ко 2-й полицейской части, название было дано по триумфальной арке, построенной, предположительно, по случаю победы русской армии в русско-турецкой войне 1877-1878 гг. и разрушенной в 1918 году после взятия Казани красными.   Обе улицы соединял Жарковский (Кремлёвский) мост.
Переименована в 1930-е годы. На 1939 год проходила от ул. Баумана до ул. Коротченко.
После засыпки устья Булака и демонтажа Жарковского моста улица оказалась разорванной на две части.
В 1960-е и 1970-е годы западная часть улицы была почти полностью снесена, на их месте построены Дворец спорта, ЦУМ, жилые дома по улице Саид-Галеева; в 1973 году трамвайные пути с улицы были перенесены на Набережную Казанки. Оставшиеся дома в «забулачной» части улицы были снесены в 1996 году, улица упразднена, а её название было присвоено бывшей улице Ленина. Дома между улицами Баумана и Право-Булачной были снесены в 2000 году.

## Примечательные объекты
- №1/14 — Лебедевские казармы (снесены).[9]
- №2 — Казанский цирк[10] (нынешний адрес: площадь Тысячелетия, 2).
- угол улиц Кремлёвской и Московской — дом фабрики Рама (снесён в 1990-е гг.).